# José Aramburu Aramendi
José Aramburu Aramendi, más conocido por el apodo de Keixeta (Azpeitia, 1881 -Azpeitia, 11 de octubre de 1962), fue un aizkolari (cortador de troncos). Está considerado como la figura cumbre de este deporte durante su época dorada en la década de 1920.

## Biografía
Era natural del pueblo de Urrestilla y más concretamente del barrio de Aratz-Erreka, en cuya parroquia fue bautizado a comienzos de 1882. Como otras muchas personalidades provenientes del medio rural vasco, Aramburu fue más conocido por el nombre del caserío familiar (Keixeta) que por su nombre real.
Desde los 13 años "Keixeta" se dedicó al oficio de leñador, al que se dedicó a lo largo de toda su vida laboral. Tuvo una aparición muy tardía en el mundo del deporte rural vasco ya que la primera mención que se le realiza data de 1912 cuando ya contaba 31 años de edad. Sin duda con anterioridad habría participado ya en desafíos y apuestas con otros leñadores, pero estas no habrían trascendido casi del ámbito privado.
En 1912 realiza su primera apuesta sonada, contra José María Irizar, "Hiyoya". Aunque los dos contendientes eran casi totales desconocidos, aquella apuesta suscitó un gran interés entre los aficionados por su originalidad. Por primera vez dos aizkolaris se medían en una "prueba mixta" que incluía el corte de troncos y una carrera pedestre de varios kilómetros. Aunque "Keixeta" ganó fácilmente aquella apuesta, su nombre desapareció tan rápido como había aparecido del mundo del deporte rural vasco. Entre 1912 y 1924 "Keixeta" se limitó a trabajar de leñador, haciendo únicamente apariciones esporádicas en pruebas de exhibición. 
Sin embargo todo cambió en 1924, cuando "Keixeta" ya era un veterano que contaba con 43 años de edad. Quizás tomándose por primera vez con más seriedad que una mera afición el corte de troncos, aquel año "Keixeta" se prodigó más de lo normal en exhibiciones de corte de troncos, llamando por primera vez poderosamente la atención de los aficionados por el poderío y destreza que demostraba.
Al final de dicho año concertó su primer gran desafío contra un aizkolari de primera fila, Chiquito de Aya, que se ventiló el 22 de febrero de 1925 en Zarauz. Keixeta, a pesar de encontrarse enfermo, logró vencer al de Aya. Comenzó entonces el gran año triunfal de la carrera de Keixeta. A lo largo de 1925 numerosos rivales le fueron retando de forma consecutiva a todo tipo de desafíos con el hacha, de los que salió siempre triunfante. Su racha de victorias consecutivas, entre desafíos, retos y concursos, se elevó a 31. Entre ellos su victoria en el campeonato de aizkolaris que se organizó aquel año en Oñate con los mejores aizkolaris del momento. 
A lo largo del año siguiente, 1926, siendo considerado imbatible por los demás aizkolaris, ninguno se atrevió a desafiar al de Urrestilla que se tuvo que conformar con concertar retos contra parejas de aizkolaris de menor nivel, disputados sobre 6 u 8 troncos de 54 pulgadas. La fama de "Keixeta" era tal en aquel momento que se le requería en pueblos de toda la geografía vasca con motivos de sus fiestas, sin tiempo apenas entre una y otra exhibición.
En 1927 sin embargo, cuando todo la afición reclamaba un desafío entre "Keixeta" y "Aguiñeta", la emergente figura del hacha; el primero sufrió un grave accidente laboral. Trabajando en el monte con una sierra mecánica se amputó tres dedos de la mano izquierda. 
Aquel hecho y su avanzada edad parecían suponer el fin de la carrera de "Keixeta", ya que con tres dedos menos en la mano izquierda veía mermada notablemente su capacidad de hacer fuerza con dicha mano. Sin embargo, Keixeta tenía una familia numerosa que mantener con 7 hijos y en aquel momento el deporte se había convertido ya en su principal fuente de ingresos.
Por ello, enfundada su mano izquierda en un guante de cuero, Keixeta reapareció en las plazas aquel mismo año 1927. Keixeta seguía disfrutando de una enorme popularidad y era llamado a menudo a pruebas en las que se solía enfrentar a parejas de aizkolaris de segunda fila. Disputó todavía una gran apuesta en 1928 frente a un joven de 24 años llamado Ignacio Iriarte, "Igartza", campeón de aizkolaris de serie "B" (menos de 72kg) de aquel año. Fue una apuesta mixta de aizkolaris y korrikalaris como la de 1912 y el viejo Keixeta, ante el asombro de muchos logró imponerse al joven haciendo gala de su veteranía y experiencia.
"Keixeta" se mantuvo en activo hasta 1931 aunque dosificando sus apariciones, que eran siempre de encargo en exhibiciones y concursos. Tomó parte dígnamente en varios campeonatos de aizkolaris. Fue tercero en la edición de 1928 por detrás de Aguiñeta y Errekalde y segundo en la de 1929 solo por detrás de Aguiñeta. Nunca llegó a enfrentarse en una apuesta directa con Aguiñeta, desafío que hubiera marcado la cesión simbólica del cetro como campeón al que ya desde 1927 era el número uno, pero Keixeta, hombre inteligente sabía que desde el accidente no podía imponerse ya a Aguiñeta y rehusó aquel combate.
En 1931 participó en su último campeonato de aizkolaris, quedando en último lugar. Este hecho hizo comprender a Keixeta, que cumplía ya 50 años, que la hora de su retirada había llegado. Keixeta siguió en el mundo del hacha hasta 1936, como enseñador (el que marca donde deben darse los golpes con el hacha) de Errekalde. Falleció en 1962.

## El mitoKeixeta

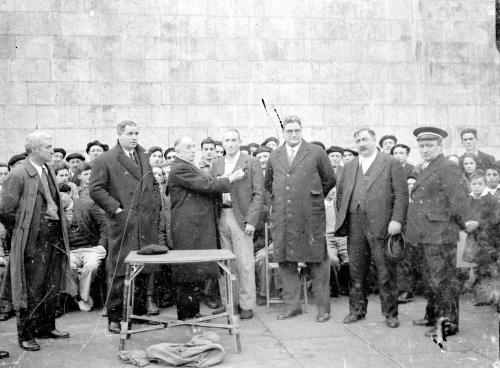
Keixeta en un homenaje que se le tributó en Azpeitia en 1936. Fotografía:Indalecio Ojanguren

Keixeta es considerado por algunos el más grande aizkolari de todos los tiempos, aunque esta afirmación es difícil de demostrar con datos objetivos. Fue sin duda el aizkolari más popular en el tiempo en el que este deporte se encontraba en su momento más álgido, pero su hegemonía fue breve (apenas duró dos años) y no dejó para la posteridad marcas excepcionales. Entre los aficionados quedó siempre la duda de lo que este deportista hubiera sido capaz de hacer si no hubiera tardado tanto en dedicarse profesionalmente al deporte del hacha y si no hubiera sufrido tampoco aquel desgraciado accidente en su mejor momento.
Varios hechos contribuyeron a convertirle en el aizkolari más popular y querido. Uno de ellos era su aspecto físico, aunque se trataba de una persona alta para la época (1m77) y de constitución atlética, comparado con muchos de sus contrincantes, auténticos gigantes sobremusculados, "Keixeta" parecía un baserritarra más con el que la gente se podía sentir identificada. Otra faceta que contribuyó a su popularidad fue su carácter. Era una persona sencilla, nada dado a las fanfarronerías de otros aizkolaris, era considerado honrado, noble y caballeroso; y tenía costumbres austeras. No solía cometer los excesos alimenticios de otros contrincantes, para los que atiborrarse de carne era parte de la preparación deportiva de la época y tampoco abusaba de las bebidas excitantes, como solían hacer otros contrincantes. Estos aspectos, que chocaban con la costumbre de la época, favorecieron sin embargo la longevidad de "Keixeta" en las pruebas. Su presencia en exhibiciones en las fiestas de la mayor parte de las comarcas del País Vasco, contribuyó asimismo a que fuera conocido por casi todos los aficionados, que en al menos en alguna ocasión habrían visto en acción al mítico "Keixeta".
El desagraciado accidente que sufrió, su pundonoroso retorno a las hachas para mantener a su familia numerosa y sobre todo el hecho de que se retirara sin haber sido derrotado nunca en una apuesta, acabaron de convertirle en un mito. Cabe decir por tanto que aunque fue sin duda un aizkolari de excepcionales cualidades, uno de sus principales méritos fue el de conocer hasta donde llegaban sus límites.

## Principales desafíos y concursos en los que participó
- 11 de marzo de 1912: desafío mixto contra José María Irízar, "Hiyoya". El desafío se concertó a cortar 20 troncos de 54 pulgadas y correr después 14 kilómetros. Se trataba de un desafío sin precedentes lo que hizo que levantara gran espectación. Sin embargo al tratarse de dos aizkolaris prácticamente desconocidos no hubo grandes cruces de apuestas. Keixeta ventiló la apuesta sin grandes dificultades, aventajaba a su rival ya al finalizar el corte de los 10 primeros troncos, por lo que en los 10 siguientes mantuvo un ritmo más sosegado. Al comenzar la parte de carrera apretó el ritmo e hizo el primer kilómetro en 4m12s. Su rival ya derrotado se retiró a mitad de la prueba pedestre.
- 22 de febrero de 1925: fue el primer gran desafío de "Keixeta". Se enfrentó en el Frontón Cinema de Zarauz a Chiquito de Aya a cortar 12 troncos de 60 pulgadas. Keixeta logró imponerse a pesar de estar con fiebre y ante un público que apoyaba mayoritariamente al de Aya.
- 17 de mayo de 1925: vence a "Mendaro" en Azpeitia sobre 12 troncos de 60 pulgadas con un tiempo de 63m41s.
- 5 de octubre de 1925: campeonato de aizkolaris en Oñate. Sobre 8 troncos de 36 pulgados "Keixeta" se impone a sus otros 8 rivales con un tiempo de 14m4s, casi dos minutos menos que el segundo clasificado.
- 22 de noviembre de 1925: vence a 12 troncos de 54 pulgadas contra Martin Urria, "Ayako Aundia" en la Plaza de Toros de Tolosa y ante 6.000 espectadores. Su rival fue barrido sacándole 16 minutos al finalizar la prueba.
- 13 de diciembre de 1925: vence a la pareja formada por "Praixku" y "Aguiña" en Villarreal de Urrechua
- 20 de diciembre de 1925: a 6 troncos de 54 pulgadas vence a la pareja de los "Kortaberri I" y "Kortaberri II" sacándoles 2 minutos de ventaja.
- 26 de diciembre de 1925: en la misma distancia vence en el Estadio San Mamés de Bilbao a la pareja formada por Miguel Ibarbia, "Mendiola" y Fernando Goenaga, "Napoléon"
- 21 de julio de 1928: campeonato de aizkolaris en el Estadio de Atocha de San Sebastián. A 8 troncos de 54 pulgadas queda en tercer lugar a 4 minutos de Errekalde.
- 16 de diciembre de 1928: desafío "mixto" a corte de troncos y 8 kilómetros de carrera contra Ignacio Iriarte, "Igartza", joven de 24 años campeón de la serie B de aizkolaris de 1927. Saliendo "Igartza" como favorito la apuesta se celebró en la plaza de toros de Azpeitia ante 3500 espectadores. Keixeta acabó la prueba de corte de troncos con 52 segundos de ventaja, pero su contrincante se tuvo que esforzar al máximo para seguir su ritmo. Cuando empezó la carrera, mientras Keixeta dosificaba las fuerzas, Igartza, sin reposar su ritmo cardiaco, se lanzó al máximo ritmo a por su contrincante, pero acabó desfalleciendo al kilómetro y medio de carrera teniéndose que retirar.
- verano de 1929: campeonato de aizkolaris en San Sebastián. A 8 troncos de 45 pulgadas es segundo del campeonato a 24s de Aguiñeta.
- verano de 1931: campeonato de aizkolaris en San Sebastián. Keixeta queda en última lugar y decepcionado por su actuación decide retirarse.